# Glaciologie
La glaciologie est une science de la Terre qui étudie la nature physique et chimique des systèmes glaciaires et périglaciaires. Il s'agit donc de l'étude de la cryosphère, c'est-à-dire de tout ce qui a trait aux glaciers, à la glace et aux phénomènes liés à la glace comme le pergélisol, la transformation de la neige en névé puis en glace, les interactions air-neige, etc.
Les glaciologues se préoccupent de déterminer les principales caractéristiques des surfaces englacées. D'un point de vue physique, le bilan de masse glaciaire et le comportement mécanique du « matériau glace » sont les points clés de la recherche actuelle. Sur le plan chimique, les interactions entre la glace, le sol et l'air sont étudiées en vue de mieux comprendre l'évolution de la glace. Une grande partie des échantillons de glace sont prélevés sur des carottes de glace. La glaciologie est également au centre de la paléoclimatologie, les glaces des inlandsis se comportant comme de véritables « archives » des conditions de température et d'atmosphère sur la période du Quaternaire. Les études glaciologiques ont été fondamentales dans la mise en évidence des liens entre température moyenne du globe et concentration atmosphérique en gaz à effet de serre. La glaciologie est donc une discipline majeure dans la compréhension du système climatique.

## Histoire de la glaciologie
Les précurseurs, sont nombreux.
- 1703 : Johann Heinrich Hottinger publie Descriptio montium glacialium Helveticorum dans lequeil s'interroge sur l'origine et les mouvements des « monts de glace ».
- 1706 : Johann Jakob Scheuchzer publie L'histoire naturelle de la Suisse dans lequel il étudie scientifiquement les glaciers alpins.
- 1779 : Horace-Bénédict de Saussure (1740-1799) publie Voyage dans les Alpes, gravit le mont Blanc en 1787 avec des instruments scientifiques et mesure sa hauteur ; il impose le mot « glacier » plutôt qu'une « glacière ».
- 1821 : Ignace Venetz (1788-1859) convainc Jean de Charpentier (1786-1855) que les blocs erratiques ont été transportés durant les « climats glaciaires ».
- 1840 : Louis Agassiz (1807-1873) reprend l'étude et publie Étude sur les glaciers (après avoir été le premier en 1837 à proposer scientifiquement l'existence d'un âge glaciaire). C'est aussi la date où Jules Dumont d'Urville atteint la Terre Adélie et James Clark Ross longe une immense barrière de glace, la mer de Ross, la cordillère Antarctique et deux volcans : le mont Erebus en activité et le mont Terror éteint.
- 1881 : François-Alphonse Forel publie le premier Relevé systématique des fonds glaciaires.